# Пархоменко Василь Михайлович
Василь Михайлович Пархоменко (* 1947) — український проросійський державний і політичний діяч, зрадник України. Після анексії Криму Російською Федерацією в 2019 році зайняв посаду заступника голови Законодавчих зборів міста Севастополя окупаційної адміністрації.

## Біографія
Народився 1947 року у місті Очаків, Миколаївська область. Закінчив Севастопольський приладобудівний інститут, інженер-електрик. Вища партійна школа при ЦК КП України (1985).
З серпня 1965 — монтер Севастопольського міського вузла зв'язку.
До 1990 — працював на інженерних посадах у військовій частині, начальником відділу спеціалізованого управління № 464, пройшов усі щаблі партійної роботи: інструктор, завідувач промислово-транспортним відділом, другий, а потім перший секретар Ленінського райкому Компартії України у місті Севастополі.
У квітні 1990 — обраний другим секретарем Севастополем міському Компартії України.
У липні 1990 — серпні 1991 — перший секретар Севастопольського міського комітету Компартії України.
З квітня 1998 по 2002 — голова Севастопольської міської Ради.
Депутат Севастопольської міської та Ленінської районної ради.

## Санкції
За підтримку агресії Росії проти України, колабораціонізм Василь Михайлович доданий до санкційних списків.

## Особисте життя
Одружений, має двох дітей.